# N-Gage (dispositivo)
El N-Gage fue un dispositivo que combinó un teléfono móvil y una consola portátil. Pertenece a la serie 60 de Nokia con el sistema operativo Symbian OS 6.1 y está dentro del grupo de los denominados teléfonos inteligentes.

## Historia del N-Gage
En 2003, Nokia ingresó en el mercado de las consolas de juegos lanzando el terminal portátil N-Gage, ofreciendo Reproductor MP3 y radio FM integrados, reproducción de vídeo, así como telefonía móvil, juego multijugador (gracias a la conexión Bluetooth) y la posibilidad de instalar todo tipo de programas (como navegadores GPS). Podía ejecutar todos los emuladores escritos para los Serie 60 (casi todos de pago), pero además se desarrollaron versiones gratuitas específicas para la N-Gage (existen versiones de Sinclair ZX Spectrum, MSX, Commodore 64, NES, SNES, Megadrive...). Incorpora conector USB, que permite acceder a la tarjeta MMC como si fuera un Pendrive. Como inconveniente, el slot de tarjeta MMC está bajo la carcasa bloqueado por la batería (lo que obliga a apagar para poder cambiar un juego comercial), hay que poner el teléfono de lado para poder usarlo, y no soporta todas las tarjetas MMC (Nokia solo garantizaba sus tarjetas y hasta 128 Mb a precio astronómico, mientras los usuarios a base de ensayo y error lograban localizar marcas compatibles de hasta 1024 Mb). A pesar de esto no consiguió alcanzar las expectativas iniciales, y no logró posicionarse como una consola al mismo nivel que la portátil de Nintendo Game Boy Advance, además ya se vislumbraba una nueva generación de portátiles de Sony y Nintendo. De ahí a que Nokia se lanzara a hacer una nueva reedición de su móvil-consola.
En 2004 Nokia lanzó un nuevo modelo denominado N-Gage QD, esta se concentraba más en el aspecto consola y dejaba en un segundo plano las opciones multimedia como son la radio y el reproductor MP3. Se añadió la opción "hot-swap" que se refiere a poder extraer la tarjeta de memoria MMC sin tener que apagar el dispositivo, un teclado mejorado permitiendo mayor jugabilidad, una goma que rodea la consola evitando daños en las caídas, pantalla mejorada, una batería de mayor capacidad, etc. También se rediseñó exteriormente por completo, un menor tamaño pero con peso similar. El altavoz del teléfono ya no está en la parte lateral sino en la parte frontal, suprimiendo así el llamado side-talking. Por el contrario se suprimió el conector USB, el reproductor de MP3 y la radio, aunque mediante un programa es posible reproducir MP3. La nueva versión QD solo posee un canal de audio, por lo que la música no se puede escuchar en estero, a diferencia de su predecesora que si lo hace. Aun así el Nokia N-Gage, tanto el modelo antiguo como la versión QD son aptos para ser utilizados como reproductores interactivos de contenidos multimedia, ya que gracias a su procesador y su sistema operativo multitarea, es capaz de llevar a cabo multitud de funciones como reproducir multitud de formatos de audio y vídeo siempre que se utilice un reproductor adecuado. La funcionalidad de la N-Gage llega a los límites más insospechados ya que se puede instalar en su sistema operativo programas tan sorprendentes como útiles, el catálogo va desde simples reproductores de audio a programas como alarmas antirrobo.
En sus últimos años aparecieron varios modelos de la N-Gage QD que solo se diferenciaban en las distintas carcasas que incorporaba de serie y varios accesorios tales como un lector de tarjetas doble o un altavoz autoamplificado para escuchar con detalles los juegos.

### N-Gage como plataforma
Reutilizando el nombre de la fallida mezcla entre consola y teléfono móvil Nokia decidió transformar su plataforma N-Gage, que funcionó anteriormente solo con las consolas Nokia N-Gage, en un sistema de juego disponible para instalación en algunos de sus teléfonos de la Serie N, dejando de lado la estrategia de limitarlo a un solo dispositivo. Finalmente, esta plataforma de juegos acabó integrándose en la OVI Store, la tienda de aplicaciones de Nokia.

## Modelos

### N-Gage Clásica

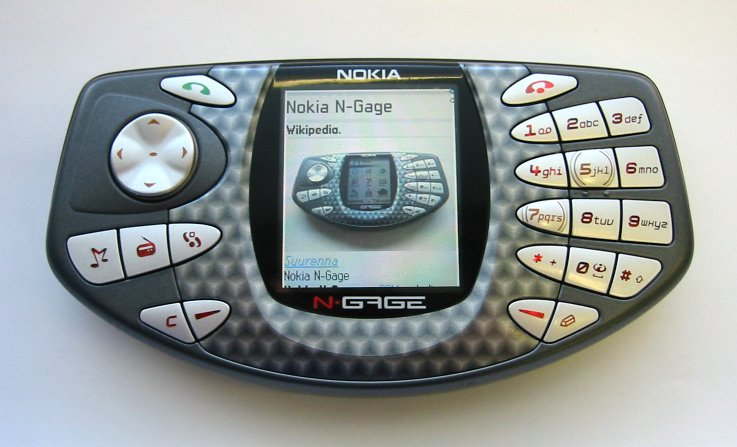
La N-Gage mostrando la Wikipedia utilizando el navegador Opera.

El diseño con forma de "empanadilla" del teléfono original fue considerado torpe: para insertar un juego, los usuarios debían quitar la cubierta
plástica del teléfono y quitar el compartimiento de batería ya que la ranura del juego estaba al lado de ella. Otra característica torpe era el altavoz y el micrófono que estaban situados en el borde lateral del teléfono. Esto dio pie a muchos para criticar la forma de hablar por teléfono "de lado" (el usuario debía colocarse el borde del teléfono contra la mejilla). El factor confort en llamadas largas se veía afectado también por estas críticas. A pesar de las críticas, se piensa que los altavoces estaban allí por una razón práctica: si hubiesen estado colocados en otra parte, la pantalla se habría manchado por el contacto con la mejilla. Sin embargo, casi todos los teléfonos móviles tienen la pantalla contra la mejilla cuando el usuario está hablando. A pesar del cuestionable sentido práctico, los jugones estaban poco dispuestos hablar de una manera tan extraña.
Si la miramos como consola de videojuegos, la N-Gage fue conocida por la extraña orientación de su pantalla (vertical en lugar de horizontal que suele ser lo habitual). La razón de esto era que el sistema operativo subyacente de la Serie 60, no soportaba 

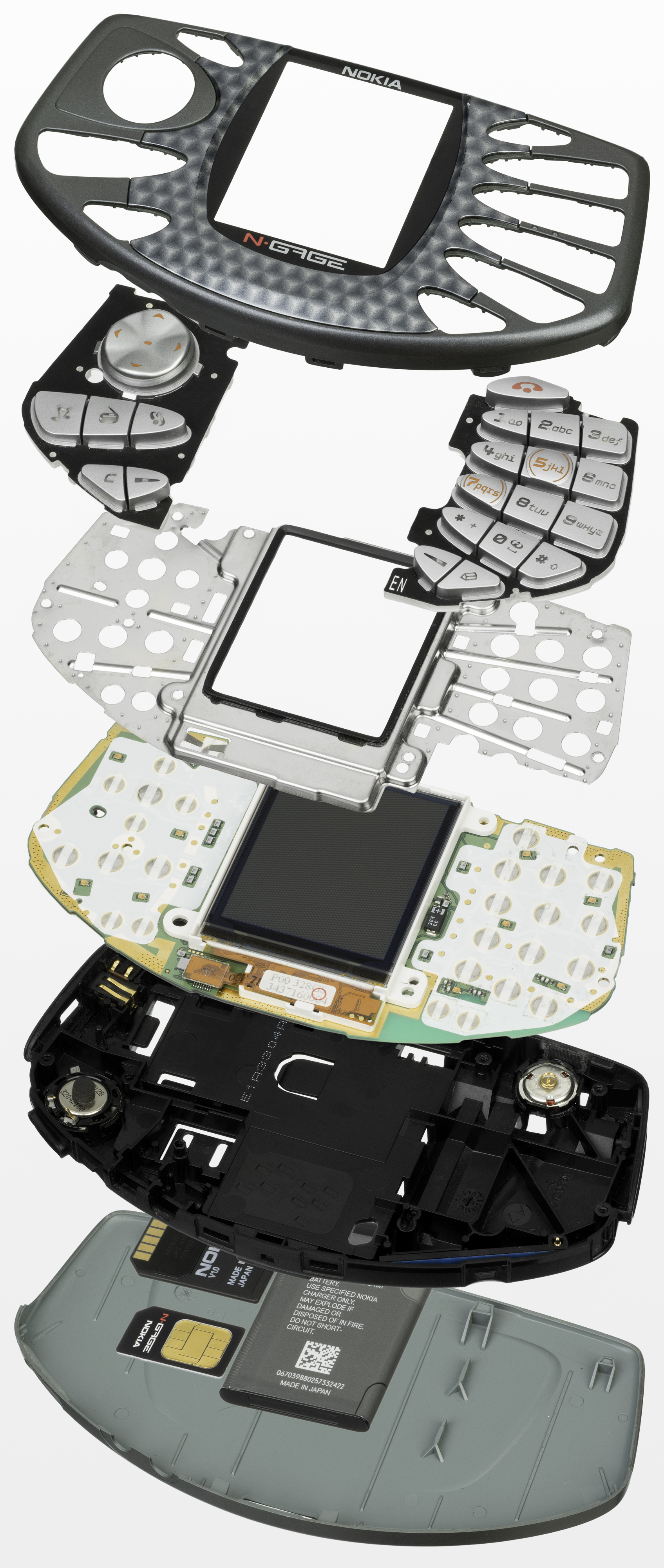
todas las partes de la ngage

orientaciones horizontales en aquella época (comenzó a soportarlas desde S60v3). Algunos opinaban que esto era una característica negativa (principalmente por ser poco convencional) que no aportaba ninguna mejora. Posiblemente debido a esta característica de la pantalla, así como la mala recepción del público al dispositivo, la cantidad de juegos que salieron para el dispositivo fue bastante limitada. A pesar de esto, N-Gage consiguió atraer a algunas conocidas franquicias como Tomb Raider, Sonic, Rayman, Red Faction, y Tony Hawk's Pro Skater, entre otros.
Si la miramos como teléfono móvil, la N-Gage tuvo también diversos problemas. Además de lo poco común de su forma, en los Estados Unidos, fue vendido principalmente a través de puntos de venta de videojuegos en lugar de los proveedores habituales de telefonía móvil, donde solo llamaron la atención por su alto precio, la carencia de juegos, y el curioso interfaz. La N-Gage y su sucesora, la N-Gage QD, trabajaban solo en redes GSM, lo que significa que eran incompatibles con el entonces mayor proveedor de servicios móviles de EE. UU., Verizon Wireless, así como a todos los de Japón. En los lugares en los que N-Gage era compatible con las principales redes de telefonía móvil su popularidad era variada. No fue bien recibido en Canadá ni en el Reino Unido, pero tuvo buena recepción en Europa y especialmente en Asia, donde los juegos para teléfonos móviles estaban mucho mejor considerados.
La N-Gage Clásica sin embargo, tuvo muchos beneficios para los desarrolladores y los usuarios finales. Tenía una gran cantidad de memoria RAM en comparación con otros dispositivos de la Serie 60 (concretamente la serie 66xx); tenía reproductor de MP3 por hardware como el Nokia 3300 (otros dispositivos de la Serie 60 incluida la N-Gage QD, utilizan decodificación por software de MP3); tenía salida en estéreo gracias a un pequeño conector para auriculares; y podía ser montada como dispositivo de almacenamiento masivo USB en cualquier PC sin necesidad de utilizar el software Nokia PC Connect.

#### Especificaciones
- Peso: 137 g,
- Dimensiones: 133 x 70 x 20 mm.
- Tribanda

### N-Gage QD
La N-Gage QD fue la sucesora de Nokia para la N-Gage y salió a la venta seis meses después de la primera N-Gage, reemplazándola en 2004. Se revisó el diseño físico del dispositivo para que fuera más pequeño y redondeado. Se corrigió el problema de la ranura para cartuchos por una en la parte inferior del dispositivo mucho más conveniente (permitiendo cambiar de juego sin reiniciar el aparato). Este diseño también trasladó al auricular desde el lateral, donde estaba en el modelo anterior, a la cara del dispositivo.
A pesar de la revisión, muchos se apresuraron a criticar el nuevo modelo, tal como habían hecho con N-Gage original. Algunos observaron que la cinta de goma que cerraba el hueco entre las partes superior e inferior del dispositivo podría aflojarse fácilmente después de algunos meses de uso, aunque podía evitarse si se trataba con cuidado. Una vez que la goma se caía, el dispositivo era vulnerable al agua y a que entrasen partículas en su interior a menos que fuera sustituida por otra. La goma estaba disponible en los centros de servicio de Nokia, y también podía obtenerse a través de varias tiendas independientes de venta por internet y eBay.
El dispositivo se vendió al por menor a un precio relativamente bajo, gracias a venderse generalmente junto a contratos telefónicos. En los Estados Unidos, la N-Gage QD estaba disponible como teléfono de contrato por 99.99 $ en almacenes de venta al por menor de juegos como Electronics Boutique y GameStop. Al poco tiempo la N-Gage QD alcanzó el final de su esperanza de vida y los almacenes antedichos dejaron de traerla.
Algunas de las mejores características de la N-Gage original tales como el reproductor de MP3 por hardware, la recepción de radio FM, y la conectividad por USB fueron eliminadas en este modelo, probablemente para reducir su tamaño y coste. Aunque la N-Gage QD no tenía reproductor de MP3 por hardware, era posible instalar software no oficial para añadirle esta característica, aunque solamente en mono a 16 kHz, lo que hacía que la calidad del sonido fuese bastante deficiente. En vez de usar el conector USB estándar de N-Gage, el usuario debía utilizar Bluetooth o MMC en un lector de tarjetas separado
para transferir archivos a la memoria del dispositivo. Otro cambio respecto al modelo original fue el tema "Anaranjado-y-gris" de la interfaz y la GUI. Algunos se quejaron de que este era un cambio poco deseable respecto del GUI 'más colorido' de la original. Por ese motivo surgieron aplicaciones no oficiales que modificaban el aspecto de la interfaz o substituían la shell del sistema. Tampoco se mantuvo la característica de tribanda (frecuencias 900/1800/1900), sino que se cambió por varias bandas duales: una para el mercado americano y otra para los mercados europeo y asiático.
El resto de especificaciones de hardware de N-Gage QD se mantuvieron comunes con la N-Gage original: la misma disposición vertical de la pantalla, configuración del botón, etc.

#### Especificaciones
- Peso: 143 g
- Dimensiones: 118 x 68 x 22 mm
- Banda Dual 900/1800

### N-Gage QD Silver
Anunciada en agosto de 2005, y puesta a la venta para Europa, África y Oriente medio el 1 de septiembre de 2005, la N-Gage QD Silver Edition' fue un intento de extender artificialmente la vida de la N-Gage. Aparte de cambios estéticos como la carcasa plateada y el reemplazo de los botones especiales para juegos (5 y 7) por botones normales, no existe diferencia alguna con la N-Gage QD.

## Juegos y demos de primera generación
Nokia comercializó un par de packs con una película comercial (una de ellas Underworld) y un videojuego, pero los usuarios prefirieron hacer sus propias conversiones desde DVD.
Los juegos de N-Gage venían en un estuche de plástico con manuales en varios idiomas, estuches de bolsillo para 1 o 2 tarjetas MMC, y grabados en tarjetas MMC de formato protegido (aunque podía usarse el espacio sobrante para almacenar datos, casi nadie lo hacía). 
| - Ashen (Disponible para descargar) - Asphalt Urban GT - Asphalt: Urban GT 2 - Atari Masterpieces Vol. I - Atari Masterpieces Vol. II - Bomberman - Call of Duty - Catan - Civilization - Colin McRae Rally 2005 - Crash Nitro Kart - FIFA Football 2004 - FIFA Football 2005 - Flo Boarding (pack-in, Europe only) - Glimmerati (Disponible para descargar) - High Seize (Disponible para descargar) - King of Fighters EXTREME - Marcel Desailly Pro Soccer - Mile High Pinball (Disponible para descargar) - MLB Slam - Moto GP - NCAA Football 2004 - ONE (Disponible para descargar) - Operation Shadow (Disponible para descargar) - Pandemonium - Pathway to Glory (Disponible para descargar) - Pathway to Glory: Ikusa Islands - Payload (Disponible para descargar) - Pocket Kingdom - Puyo Pop | - Puzzle Bobble VS - Rayman 3: Hoodlum Havoc - Red Faction - Requiem of Hell (Disponible para descargar) - Rifts: Promise of Power - Snakes - Sega Rally (solo Australia) - SonicN - Spider-Man 2 - SSX: Out of Bounds - Super Monkey Ball - System Rush - The Elder Scrolls Travels: Shadowkey - The Roots: Gates of Chaos - The Sims Bustin' Out - Tiger Woods PGA Tour 2004 - Tom Clancy's Ghost Recon: Jungle Storm - Tom Clancy's Splinter Cell: Chaos Theory - Tom Clancy's Splinter Cell: Team Stealth Action - Tomb Raider (Tomb Raider: Scion) - Tony Hawk's Pro Skater - Virtua Tennis - Virtua Cop - Warhammer 40,000 - Worms World Party - WWE Aftershock - Xanadu Next - X-Men Legends - X-Men Legends II: Rise of Apocalypse |

## Especificaciones comunes a todos los modelos
Características de N-Gage
- CPU: ARM Integrated (ARMI, arquitectura ARM4T) de 104 MHz
- Resolución de pantalla: TFT 176 x 208 pixeles
- Colores: Pantalla iluminada de 4.096 colores
- Comunicaciones: USB en la versión original y Bluetooth
- Usuarios: hasta 8 vía Bluetooth
- Batería de alta duración de 1070 miliamperios
- Memoria Flash Interna de 4 MiB
- Memoria Rom de 17 MiB
- Memoria Ram 12 MB
- Lee tarjetas del tipo MultiMedia Card (MMC) de 1 GiB certificado. La compatibilidad de memorias mayores depende del modelo de consola que sea (N-Gage o N-Gage QD) y de la marca de la tarjeta de memoria.
- Altavoz IHF para sonidos y efectos de vibración de los juegos.
- Correo electrónico completo (IMAP4, POP3, SMTP, MIME2).
- Mensajería multimedia (MMS)
- Compatibilidad de datos GPRS multislot clase 6 (2+2, 3+1, clase B), HSCSD (CSD solo en las Américas)
- Java 2 Micro Edition (J2ME™)
- Sistema operativo Symbian OS 6.1

## Accesorios
Como teléfono móvil con tecnología Bluetooth, existen manos libres y receptores de GPS, como los más importantes. A lo largo del 2005 aparecieron algunos periféricos, como un altavoz que mejora el sonido de la máquina, un expansor de memorias, que permite introducir dos tarjetas MMC al mismo tiempo (ambos solo para la versión QD) y algunos auriculares de mejor calidad que los que vienen de "serie" con la máquina.

## Sidetalking
El concepto de sidetalking (en español, hablar de costado), nace a partir de la primera versión del N-Gage en su función como teléfono móvil y que fue muy popular como objeto generalizado de burla por el modo en que se hablaba de costado con el teléfono. Con este motivo surgieron agrupaciones de usuarios fanáticos del sidetaking en Estados Unidos, los cuales se fotografiaban hablando con sus teléfonos como una moda friki hasta llegar al punto de colgarse cualquier objeto y "hablar" de costado con él.
Luego de la salida al mercado del N-Gage QD, en el que el micrófono y el auricular ya se situaban en el frontal, el fenómeno del sidetalking desapareció, generando la rápida dispersión de las agrupaciones y esta moda.